# Velliza
Velliza község Spanyolországban, Valladolid tartományban. Velliza Tordesillas, Matilla de los Caños, Velilla, Berceruelo, Torrelobatón, Villán de Tordesillas és Geria községekkel határos. Lakosainak száma 121 fő (2024).

## Népesség
A település népessége az utóbbi években az alábbiak szerint változott:
| Lakosok száma | 175  | 149  | 136  | 130  | 114  | 114  | 108  | 118  | 119  | 121  |
|               | 2001 | 2004 | 2007 | 2009 | 2012 | 2014 | 2017 | 2019 | 2022 | 2024 |